# Wolfgang Schulte
Wolfgang Schulte, född 15 september 1911 i Köln, död 24 december 1936 genom självmord, var en tysk konstnär. Studiekamrat till Kurt Wegner.